# Membrilla (ort)
Membrilla är en ort i Spanien.   Den ligger i provinsen Provincia de Ciudad Real och regionen Kastilien-La Mancha, i den centrala delen av landet, 160 km söder om huvudstaden Madrid. Membrilla ligger 671 meter över havet och antalet invånare är 6 466.
Terrängen runt Membrilla är platt. Runt Membrilla är det ganska tätbefolkat, med 108 invånare per kvadratkilometer. Närmaste större samhälle är Manzanares, 3,8 km nordväst om Membrilla. Trakten runt Membrilla består till största delen av jordbruksmark.